# Pouan-les-Vallées
Pouan-les-Vallées est une commune française, située dans le département de l'Aube en région Grand Est.

## Géographie
| Viâpres-le-Petit | Champigny-sur-Aube | Ormes             |
| Bessy            | Pouan-les-Vallées  | Villette-sur-Aube |
| Prémierfait      |                    | Nozay             |

Pouan est un lieu où les traces d'habitat historique sont reconnues. Furent trouvés : en 1843, un bassin en bronze gallo-romain puis deux sceaux en bronze du type Hemmoor. Mais aussi une sépulture ayant une lance, un sabre, une pièce de monnaie, une cruche et des ferrures de bouclier.  Puis en 1885 une épée en bronze de type Locras du bronze final. Une nécropole mérovingienne classique, au lieu-dit Le haut de la pierre, fouillée en 1825 puis 1969, dont les sarcophages se trouvent en l'église.

### Topographie
Pouan a été autorisé, par décret du 31 octobre 1922,à ajouter 'les-Vallées à son nom.
Le cadastre de 1828 cite au territoire de Pouan : Bécherel, les Cloitres, la Folie, Marisy, le bois du Martroy, Moulin-Neuf, Ruchelat et les Rues.

### Hydrographie
La commune est dans la région hydrographique « la Seine de sa source au confluent de l'Oise (exclu) » au sein du bassin Seine-Normandie. Elle est drainée par l'Aube, la Barbuise, le Fossé 01 de la Reculée, le Fossé 03 des Grèves, le ruisseau Ruchelat et divers autres petits cours d'eau,.
L'Aube, d'une longueur de 249 km, prend sa source dans la commune d'Auberive et se jette  dans la Seine à Marcilly-sur-Seine, après avoir traversé 82 communes.
La Barbuise, d'une longueur de 36 km, prend sa source dans la commune de Luyères et se jette  dans l'Aube à Charny-le-Bachot, après avoir traversé douze communes.

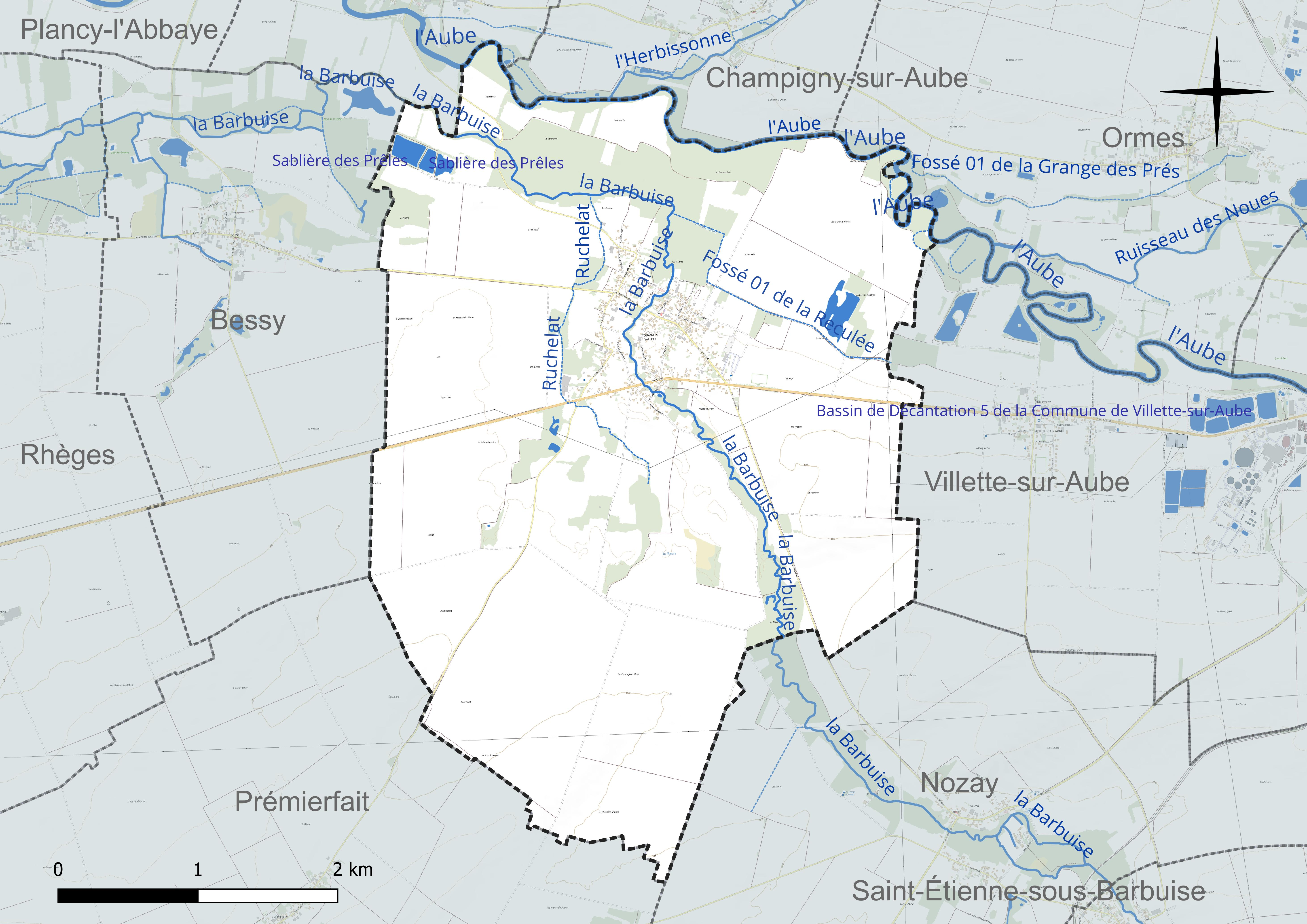
Réseau hydrographique de Pouan-les-Vallées.

Un plan d'eau complète le réseau hydrographique : la sablière des Prêles (3,2 ha),.

### Climat
Pour des articles plus généraux, voir Climat du Grand Est et Climat de l'Aube.
En 2010, le climat de la commune est de type climat océanique dégradé des plaines du Centre et du Nord, selon une étude du Centre national de la recherche scientifique s'appuyant sur une série de données couvrant la période 1971-2000. En 2020, Météo-France publie une typologie des climats de la France métropolitaine dans laquelle la commune est exposée à un climat océanique altéré et est dans la région climatique Nord-est du bassin Parisien, caractérisée par un ensoleillement médiocre, une pluviométrie moyenne régulièrement répartie au cours de l’année et un hiver froid (3 °C).
Pour la période 1971-2000, la température annuelle moyenne est de 10,6 °C, avec une amplitude thermique annuelle de 15,6 °C. Le cumul annuel moyen de précipitations est de 695 mm, avec 11,6 jours de précipitations en janvier et 7,6 jours en juillet. Pour la période 1991-2020, la température moyenne annuelle observée sur la station météorologique de Météo-France la plus proche, « Dosnon », sur la commune de Dosnon à 14 km à vol d'oiseau, est de 11,0 °C et le cumul annuel moyen de précipitations est de 698,3 mm. 
La température maximale relevée sur cette station est de 41,6 °C, atteinte le 25 juillet 2019 ; la température minimale est de −25,8 °C, atteinte le 14 février 1956,,.
Les paramètres climatiques de la commune ont été estimés pour le milieu du siècle (2041-2070) selon différents scénarios d'émission de gaz à effet de serre à partir des nouvelles projections climatiques de référence DRIAS-2020. Ils sont consultables sur un site dédié publié par Météo-France en novembre 2022.

## Urbanisme

### Typologie
Au 1er janvier 2024, Pouan-les-Vallées est catégorisée commune rurale à habitat dispersé, selon la nouvelle grille communale de densité à 7 niveaux définie par l'Insee en 2022.
Elle est située hors unité urbaine. Par ailleurs la commune fait partie de l'aire d'attraction de Troyes, dont elle est une commune de la couronne,. Cette aire, qui regroupe 209 communes, est catégorisée dans les aires de 200 000 à moins de 700 000 habitants,.

### Occupation des sols
L'occupation des sols de la commune, telle qu'elle ressort de la base de données européenne d’occupation biophysique des sols Corine Land Cover (CLC), est marquée par l'importance des territoires agricoles (83,1 % en 2018), en diminution par rapport à 1990 (85,5 %). La répartition détaillée en 2018 est la suivante : 
terres arables (76,6 %), forêts (10,9 %), zones agricoles hétérogènes (6,5 %), zones urbanisées (6 %). L'évolution de l’occupation des sols de la commune et de ses infrastructures peut être observée sur les différentes représentations cartographiques du territoire : la carte de Cassini (XVIIIe siècle), la carte d'état-major (1820-1866) et les cartes ou photos aériennes de l'IGN pour la période actuelle (1950 à aujourd'hui).

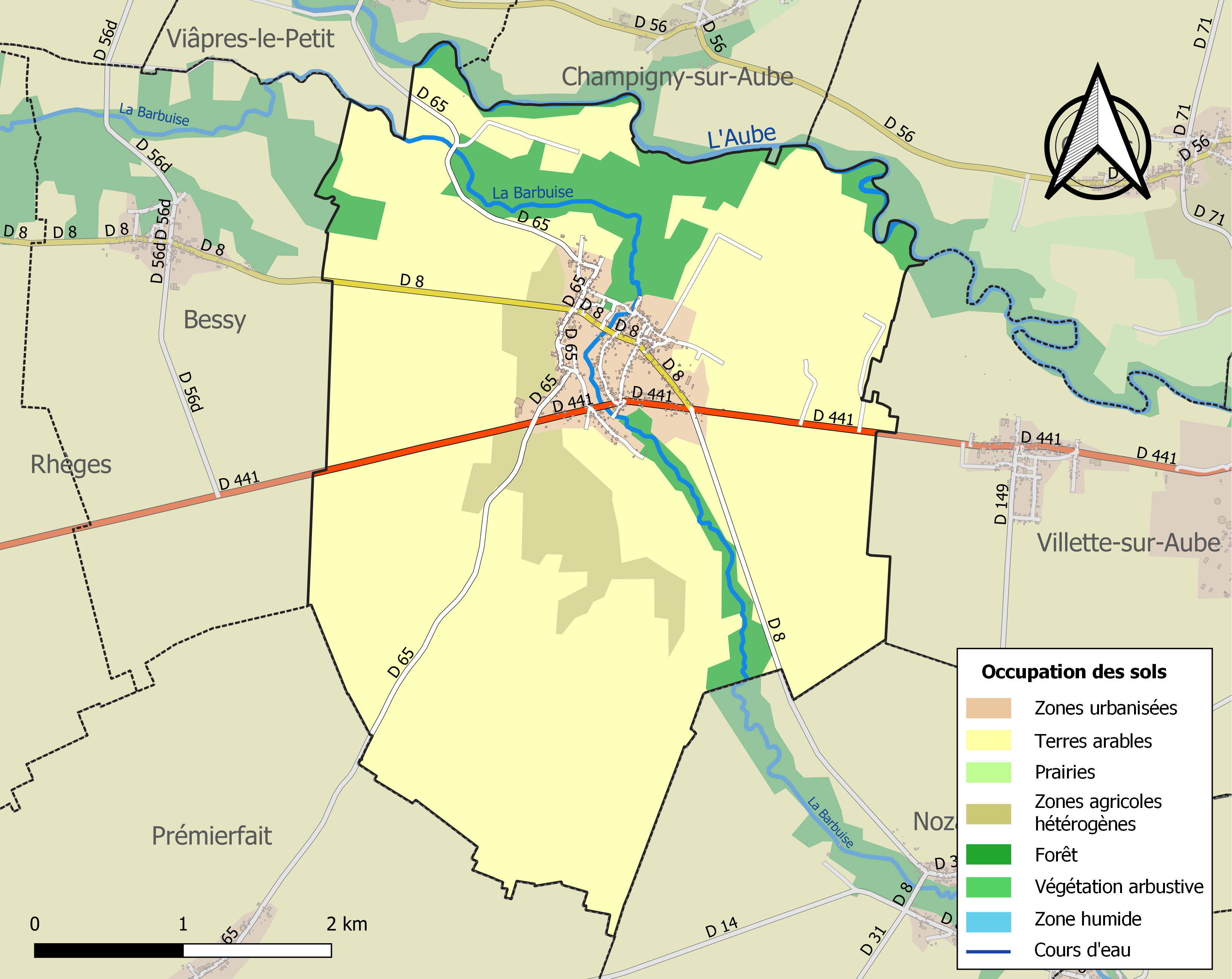
Carte des infrastructures et de l'occupation des sols de la commune en 2018 (CLC).

## Histoire
Le cartulaire de Charles le Chauve cite Pouan pour les possessions de l'abbaye Saint-Pierre de Montier-la-Celle. Puis, en 1232, l'évêque de Troyes et le comte de Champagne sont coseigneurs.
En 1789, Pouan était de l'intendance et de la généralité de Châlons, de l'élection de Troyes et du bailliage secondaire de Méry.

### Le trésor de Pouan

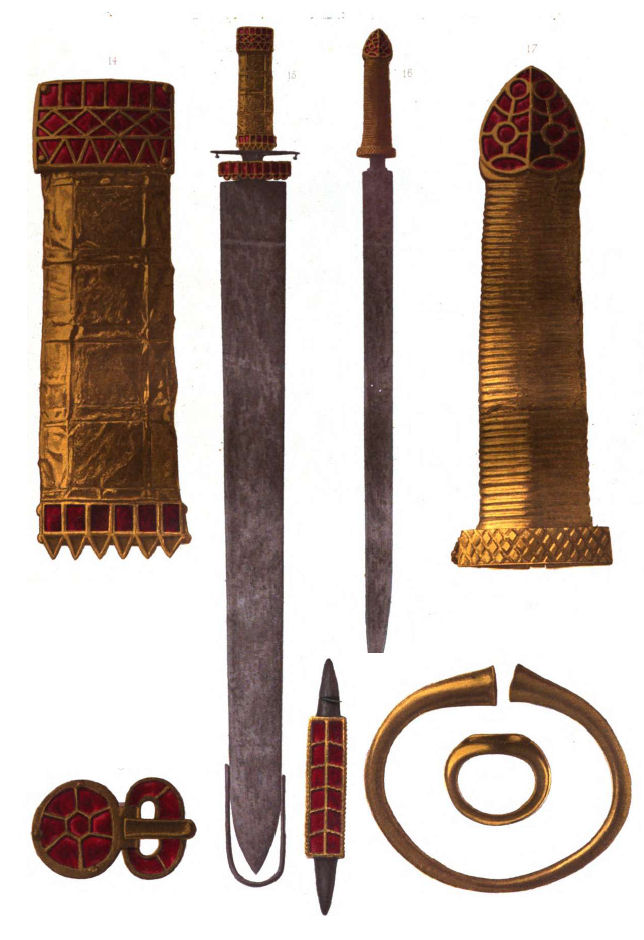
Quelques pièces du trésor de Pouan - d'après Peigné-Delacourt.

En 1842, exploitant une gravière au lieu-dit du Martroy, M Buttat exhuma un squelette, deux lames de fer oxydé, des ornements et des bijoux en or d'un poids considérable (environ 412 g d'or pur). M Buttat, s'empressa d'aller à Troyes pour tirer parti de sa découverte. Le conservateur du musée Antoine-Henri-François Corrard de Bréban n'ayant pas les moyens d'acquérir de tels objets fit appel au sentiment patriotique de l'inventeur et obtint les lames oxydées, le reste fut vendu à M. Gautier qui alla jusqu'à proposer 300 francs pour acquérir les lames oxydées cédées au musée. En 1858, Napoléon III, fait  racheter l'ensemble des pièces du trésor dont il fera don deux ans plus tard au musée de Troyes.
À la suite de cette découverte, en 1853, M Peigné-Delacourt étudie les pièces de ce trésor et les compare à des objets connus de la même période, les armes et bijoux du tombeau de Childéric découverts à Tournai en 1653 puis les couronnes du roi Goth Reccesvinthus, découvertes à Guarrazar en 1858. Il en conclut que le trésor de Pouan est daté du Ve siècle et que la dépouille qui le portait, est très certainement le roi Wisigoth Théodoric qui fut tué lors de la bataille d'Attila en 451 et compte tenu des conditions de la découverte, que Pouan est située dans la zone où la bataille (dite des champs catalauniques) s'est déroulée.

### Château
La première mention d'un château avec ferme et basse-cour est de 1787. La famille Richebourg habitait à Pouan dès 1540, mais étaient seigneurs de Courcelles et Pierre de Richebourg ne fut seigneur de Pouan qu'en 1586 et sa famille conservait ce titre de la part ecclésiastique jusqu'à la Révolution.

## Politique et administration
| Période                                  | Période  | Identité           | Étiquette | Qualité              |
| ---------------------------------------- | -------- | ------------------ | --------- | -------------------- |
| mars                                     |          | M. Henri Emilien   |           |                      |
| mars                                     |          | M. André Poly      |           |                      |
| mars 2001                                | 2008     | M. Claude Adnot    |           |                      |
| mai 2008                                 | mai 2020 | M.Paul Cantraine   | DVD       | Agriculteur retraité |
| mai 2020                                 | En cours | Jean-Claude Jactat |           |                      |
| Les données manquantes sont à compléter. |          |                    |           |                      |

## Démographie
L'évolution du nombre d'habitants est connue à travers les recensements de la population effectués dans la commune depuis 1793. Pour les communes de moins de 10 000 habitants, une enquête de recensement portant sur toute la population est réalisée tous les cinq ans, les populations de référence des années intermédiaires étant quant à elles estimées par interpolation ou extrapolation. Pour la commune, le premier recensement exhaustif entrant dans le cadre du nouveau dispositif a été réalisé en 2008.

En 2022, la commune comptait 503 habitants, en évolution de −8,38 % par rapport à 2016 (Aube : +0,7 %, France hors Mayotte : +2,11 %).
| 1793 | 1800 | 1806 | 1821 | 1831 | 1836 | 1841 | 1846 | 1851 |
| ---- | ---- | ---- | ---- | ---- | ---- | ---- | ---- | ---- |
| 680  | 716  | 733  | 766  | 865  | 921  | 919  | 950  | 956  |

| 1856 | 1861 | 1866 | 1872 | 1876 | 1881 | 1886 | 1891 | 1896 |
| ---- | ---- | ---- | ---- | ---- | ---- | ---- | ---- | ---- |
| 934  | 912  | 889  | 843  | 794  | 767  | 696  | 666  | 636  |

| 1901 | 1906 | 1911 | 1921 | 1926 | 1931 | 1936 | 1946 | 1954 |
| ---- | ---- | ---- | ---- | ---- | ---- | ---- | ---- | ---- |
| 620  | 602  | 586  | 528  | 522  | 506  | 456  | 467  | 467  |

| 1962 | 1968 | 1975 | 1982 | 1990 | 1999 | 2006 | 2008 | 2013 |
| ---- | ---- | ---- | ---- | ---- | ---- | ---- | ---- | ---- |
| 426  | 424  | 437  | 453  | 468  | 444  | 479  | 489  | 543  |

| 2018 | 2022 | - | - | - | - | - | - | - |
| ---- | ---- | - | - | - | - | - | - | - |
| 528  | 503  | - | - | - | - | - | - | - |

## Lieux et monuments

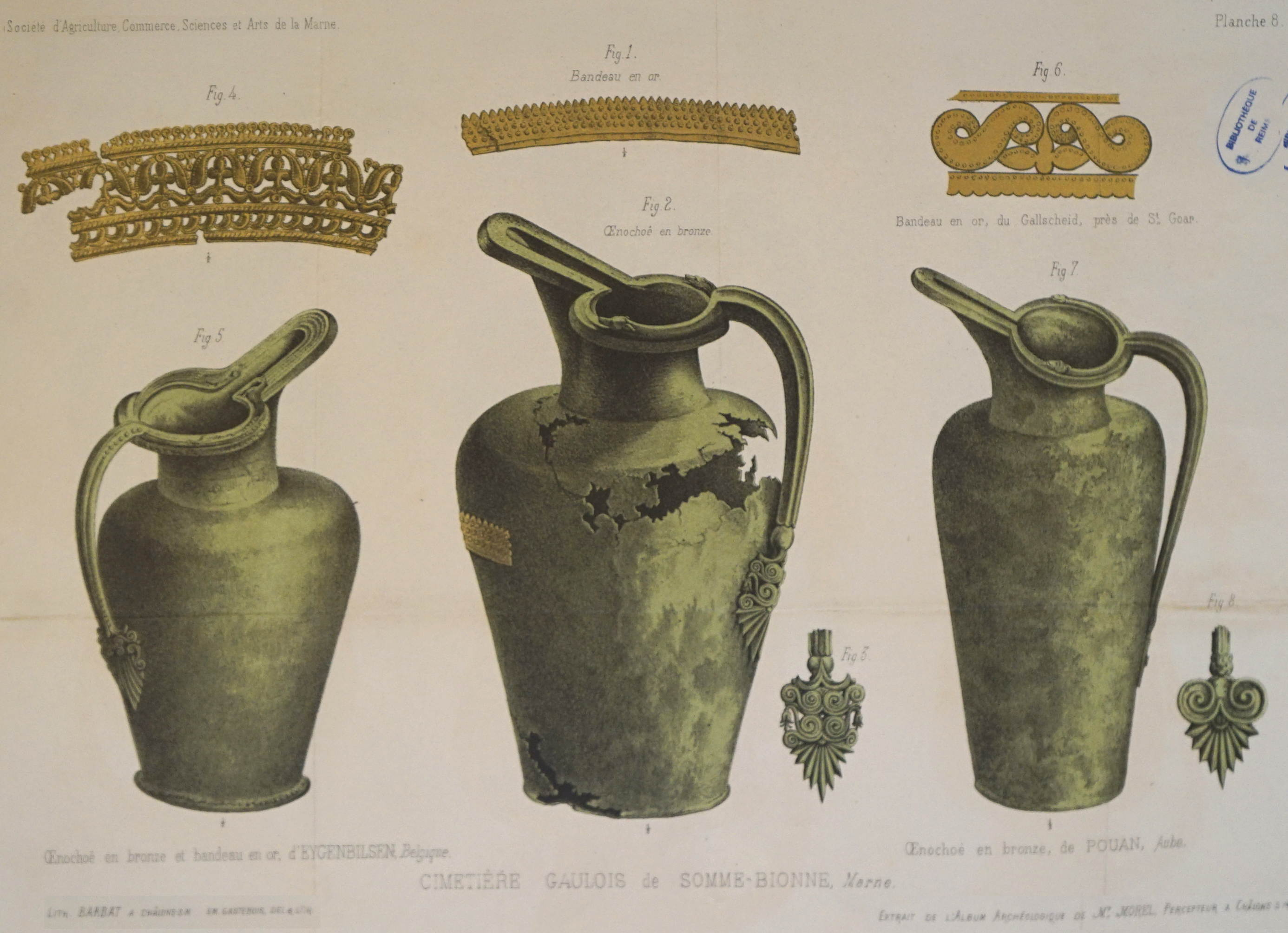
Œnochoé à droite du trésor, lithographie de Gastebois.

- Église Saint-Pierre : Fin XIIe – XVIe siècles,
- Maison du Bailly : XVIIIe siècle,
- Le trésor de Pouan, tombe princière découverte en 1842 et conservé au Musée des beaux-arts de Troyes.

### Le Martroy
Ou le Martray était un fief en partie sur la commune de Villette mais de la Mairie et justice de Pouan qui avait bois et village. Vers 1239 la demoiselle Ermanjart de Racines avait des serfs au Martroy mais le seigneur principal était au seigneur d'Arcis tant pour le Martroy que pour Villette. Après 1764, ce sont les descendants de Marie de Saint-Pierre, dame d'Arcis et du VOuldy qui furent seigneur du Martroy.